# Oswald Turnbull
Oswald Graham Noel Turnbull (Reino Unido, 20 de dezembro de 1890 - 17 de dezembro de 1970) foi um tenista britânico. Medalhista olímpico com um em duplas com Maxwell Woosnam, em 1920.